# Rattelsdorf (Thüringen)
Rattelsdorf ist eine Gemeinde im Südosten des thüringischen Saale-Holzland-Kreises und Teil der Verwaltungsgemeinschaft Hügelland/Täler.

## Geografie
Der Ort liegt mit seiner Gemarkung von 365 ha in einem rechten, nach Westen aufsteigenden Seitental des Weißbachs. Er zählt zu den Tälerdörfern. Am westlichen Ende des Dorfes beginnt ein großes Waldgebiet, das Thüringer Holzland.

## Geschichte
1412 wurde Rattelsdorf erstmals urkundlich erwähnt.

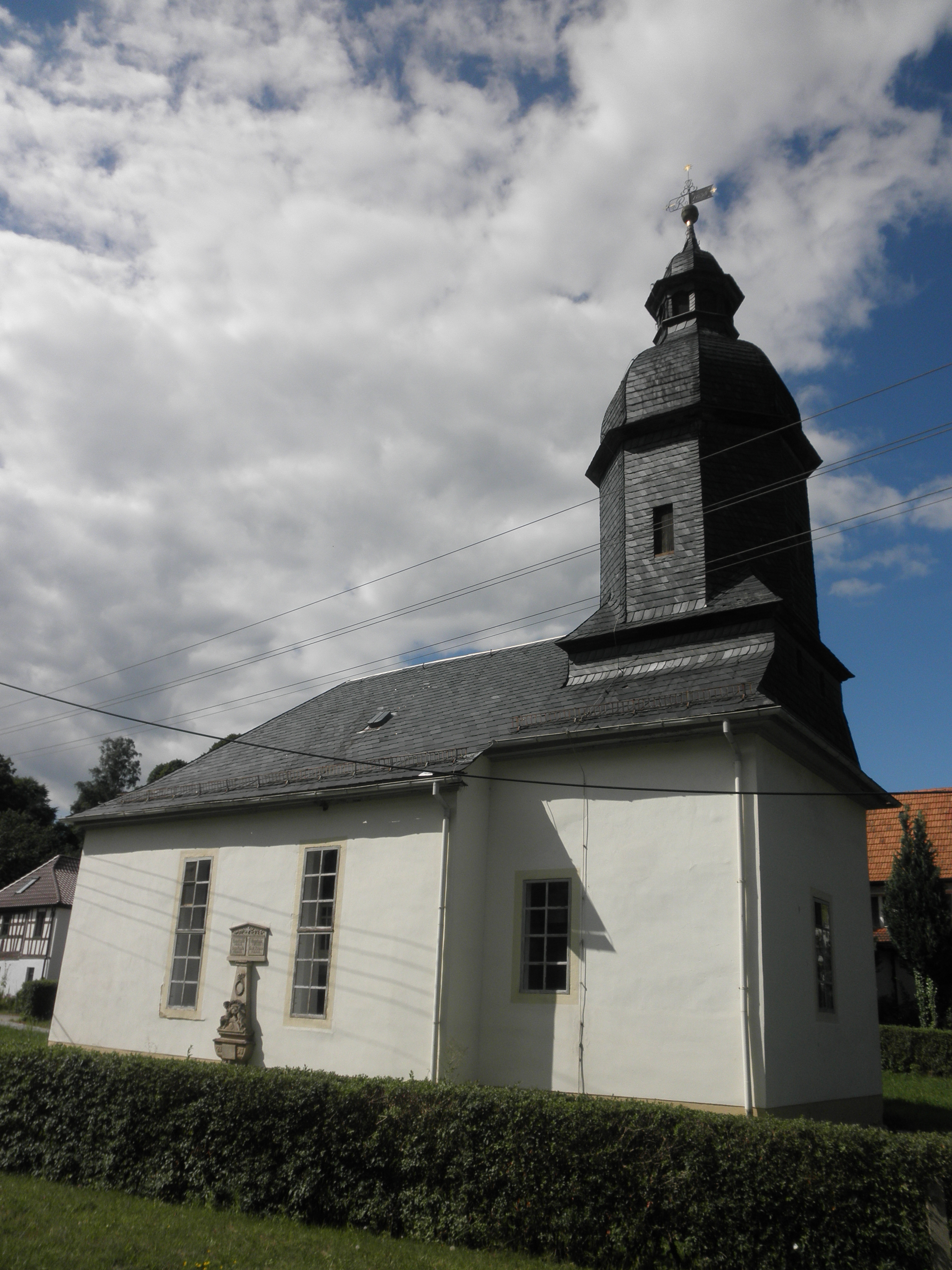
Dorfkirche Rattelsdorf

## Politik
Der Gemeinderat besteht aus 6 Sitzen(Stand 2014):
FDP: 6

## Verkehr
Die nächsten Bahnhöfe sind Stadtroda an der Bahnstrecke Weimar–Jena–Gera und Neustadt (Orla) an der Bahnstrecke Leipzig–Gera–Saalfeld–Probstzella, jeweils etwa 12 bis 13 km von Rattelsdorf entfernt.

## Sehenswürdigkeiten
Die wichtigste Sehenswürdigkeit der Ortschaft ist die Dorfkirche Rattelsdorf (Lage→).